# پمپ پریستالتیک

عملکرد یک پمپ پریستالتیک.

پمپ پریستالتیک (به انگلیسی: Peristaltic pump) نوعی پمپ جابجایی مثبت است که برای پمپاژ سیالات مختلفی به کار می‌رود که گاهی به آنها roller pump نیز گفته می‌شود. سیال از داخل یک شلنگ یا لوله انعطاف‌پذیر در مسیر دایره ای عبور می‌کند. روتوری که در انتهای آن قطعه ای «غلتکی شکل» وجود دارد شلنگ انعطاف‌پذیر را فشرده و با چرخش روتور آن قسمت بسته شده حرکت کرده و باعث جریان پیدا کردن یا پمپ شدن سیال می‌شود. به علاوه با بازگشت شلنگ به شکل اولیه، سیال به داخل مسیر کشیده می‌شود. به این فرایند پریستالسی گفته شده و در بسیاری از سیستم‌های بیلوژیکی منجمله دستگاه گوارش کاربرد دارد.

## جستار های وابسته
- دوزینگ پمپ پریستالتیک